# Sauvagnat-Sainte-Marthe
Sauvagnat-Sainte-Marthe è un comune francese di 520 abitanti situato nel dipartimento del Puy-de-Dôme nella regione dell'Alvernia-Rodano-Alpi.

## Società

### Evoluzione demografica
Abitanti censiti